# Peeping Tom (Tanztheater)
Peeping Tom ist ein Tanztheater-Ensemble aus Brüssel.

## Geschichte
Die Kompanie wurde 2000 von der argentinischen Tänzerin Gabriela Carrizo (* 1970) und dem französischen Tänzer Franck Chartier (* 1967) gegründet. 2002 stieß der niederländische Sänger und Schauspieler Simon Versnel (* 1947) dazu. Die Zusammenarbeit führte zur Schöpfung der Trilogie Le Salon / Le Jardin / Le Sous-sol, die mehr als 350 mal auf der ganzen Welt aufgeführt wurde. 2009 produzierte Peeping Tom das Stück 32 rue Vandenbranden. Es handelt von 6 Personen in gemeinsamer Isolation. Zum Gesang der Mezzosopranistin Eurudike De Beul und der Akrobatik der Kontorsionistin Sabine Molenaar tanzten Marie Gyselbrecht, Jos Baker, Seoljin Kim und Hun-Mok Jung. Das Stück wurde mit dem britischen Olivier Award in der Kategorie Tanz ausgezeichnet. Es wurde bei mehreren Gelegenheiten aufgeführt, unter anderem beim Pariser Sommerfestival.
In den folgenden Jahren produzierte die Gruppe eine Trilogie zum Thema Familie: Vader spielt im düsteren Besuchsbereich eines Altenheims. Im Zentrum dieser Art von Unterwelt scheint der zwischen der Welt der Lebenden und der der Toten zu schweben und sich allmählich von der menschlichen Gemeinschaft zu entfernen. Das Stück wurde unter anderem 2015 am Théâtre de la Ville in Paris aufgeführt und 2019 am Barbican in London. Moeder dreht sich „um die mütterliche Figur (...), die Leben schenkt, die Familie strukturiert (oder auch nicht!) und stirbt“. Logischerweise schloss die Trilogie mit dem Stück Kinderen ab.
Das rasante Tanz- und Akrobatik-Spektakel Triptych von 2020 greift das Thema Menschen in isolierten Räumen erneut auf.

## Choreografien (Auswahl)
- 2000: Une vie inutile[12]
- 2002: Le Jardin[12]
- 2004: Le Salon[13]
- 2007: Le Sous-sol[14]
- 2009: 32 rue Vandenbranden[3]
- 2011: À louer[15]
- 2014: Vader[9]
- 2015: The Land in Koproduktion mit dem Cuvilliés-Theater München[16]
- 2016: Moeder[9]
- 2019: Kinderen[9]
- 2021: Triptych[11]

## Auszeichnungen (Auswahl)
- 2005 Olivier Award[17]
- 2007 Young Director's Award der Salzburger Festspiele[18]
- 2007 Patrons Circle Award beim internationalen Kunstfestival von Melbourne[19]